# McNary (Arizona)
Pour les articles homonymes, voir McNary.
McNary est une census-designated place des comtés d'Apache et de Navajo, dans l'État de l'Arizona, aux États-Unis. En 2020, elle compte une population de 484 habitants.